# Lenore
„Lenore” este un poem al scriitorului american Edgar Allan Poe. El a fost scris inițial ca un poem diferit, „A Paean”, și a fost refăcut de mai multe ori, fiind publicat sub titlul „Lenore” abia în 1843.

## Analiză
Poemul discută situația în urma decesului unei tinere, descrisă ca fiind „cea mai regală moartă, din câte muriră vreodată”. Poemul se încheie astfel: „Nu vreau să mai cânt nici un cântec de jale,/ Însoți-voi îngerul în zborul său cu un pean din vremi epocale!” Logodnicul lui Lenore, Guy de Vere, consideră că este nepotrivit să „jelești” morții; mai degrabă, oamenii ar trebui să sărbătorească ascensiunea lor într-o lume nouă. Spre deosebire de cele mai multe dintre poemele lui Poe referitoare la femei muribunde, „Lenore” implică posibilitatea de reîntâlnire în paradis.
Poemul ar fi putut fi un mijloc al lui Poe de a se confrunta cu boala soției sale Virginia. Numele femeii moarte, cu toate acestea, ar putea fi fost o referire la fratele lui Poe, William Henry Leonard Poe, ce murise recent. Poetic, numele Lenore scoate în evidență sunetul literei „L”, un truc frecvent întâlnit la personajele feminine ale lui Poe, inclusiv „Annabel Lee”, „Eulalie” și „Ulalume”.

## Teme majore
- Moartea unei femei frumoase (vezi și poemele „Annabel Lee”, „Eulalie”, „Corbul” și „Ulalume”, precum și povestirile „Berenice”, „Eleonora” și „Morella”).

## Istoricul publicării
Poemul a fost publicat pentru prima dată sub titlul „A Pæan” (în română Un imn), ca parte a unei colecții timpurii din 1831. Această versiune timpurie avea doar 11 catrene, iar versurile erau rostite de către un soț îndoliat. Numele „Lenore” nu apărea în textul poeziei; el a fost inclus abia atunci când poemul a fost publicat sub titlul „Lenore” în numărul din februarie 1843 al The Pioneer, un periodic publicat de poetul și criticul James Russell Lowell. Poe a fost plătit cu 10 dolari pentru această publicare. Poemul a suferit mai multe revizuiri în timpul vieții lui Poe. Forma sa finală a fost publicată în numărul din 16 august 1845 al Broadway Journal, al cărui editor era chiar Poe.
Versiunea originală a poemului este atât de diferită de „Lenore”, încât este considerată adesea ca un poem total diferit. Ambele versiuni sunt incluse de obicei separat în antologii.
Prima traducere în limba română a fost realizată de Emil Gulian și publicată în 1938 în volumul Poemele lui Edgar Allan Poe, editat de Fundația pentru Literatură și Artă „Regele Carol al II-lea” din București. Poemul a fost tradus apoi de Dan Botta și publicat în 1963 în volumele Scrieri alese, editate de Editura pentru Literatură Universală din București, în colecția „Clasicii literaturii universale”.

## Lenore în alte lucrări de artă
- Este de reținut faptul că o femeie moartă, dar posibil salvată, pe nume Lenore este menționată într-un alt poem binecunoscut în lumea vorbitoare de limbă engleză (fiind citat și în Dracula) scris de Gottfried August Bürger.
- Un personaj cu numele de Lenore, considerat a fi o soție decedată, are un rol central în poemul „Corbul” (1845) al aceluiași Poe.
- Roman Dirge a realizat o carte de benzi desenate inspirată de poem, implicând aventurile comice ale peronajului Lenore, the Cute Little Dead Girl.
- Piesa muzicală „Kremlin Dusk” a cântăreței asiatico-americane Hikaru Utada face referire la Lenore, precum și la alte elemente din operele lui Poe și îl menționează chiar pe Poe însuși.